# Synodus vityazi
Espèce
Statut de conservation UICN

 DD 28 juin 2018 : Données insuffisantes
Synodus vityazi est une espèce de poissons de la famille des Synodontidae.

## Systématique
L'espèce Synodus vityazi a été décrite pour la première fois en 2010 par Hsuan-Ching Ho (d), Artem Mikhailovich Prokofiev (d) et Kwang-Tsao Shao (d).

## Distribution
Cette espèce se croise uniquement dans l'océan Indien, au large de l’Île Maurice, à des profondeurs variant entre 36 et 40 m.

## Description
Synodus vityazi peut atteindre la longueur maximale de 13,1 cm, et dont l’Holotype mesure 9,9 cm.

## Étymologie
Son épithète spécifique, vityazi, fait référence au navire océanographique Vityaz II.

## Publication originale
- (en) Hsuan-Ching Ho, Artém M. Prokofiev et Kwang-Tsao Shao, « Synodus cresseyi Prokofiev, 2008, an unnecessary replacement for S. macrocephalus Cressey, 1981, and a description of a new species from the Western Indian Ocean (Teleostei: Synodontidae) », Zootaxa, Magnolia Press (d), vol. 2419, no 1,‎ 4 décembre 2018, p. 63-68 (ISSN 1175-5334 et 1175-5326, OCLC 49030618, DOI 10.11646/ZOOTAXA.2419.1.3, lire en ligne).